# Bybe parmenoides
Bybe parmenoides là một loài bọ cánh cứng trong họ Cerambycidae.